# Прончищев Василь Васильович
Прончищев Василь Васильович (приблизно 1702, — 29 серпня (9 вересня) 1736) — російський полярний мореплавець, дослідник Арктики, морський офіцер.

## Біографія

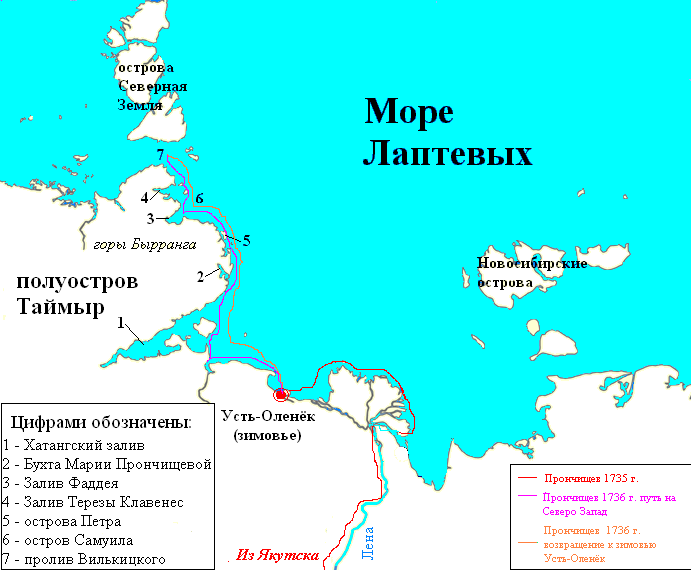
Шлях експедиції Прончищева в 1735 і 1736 роках

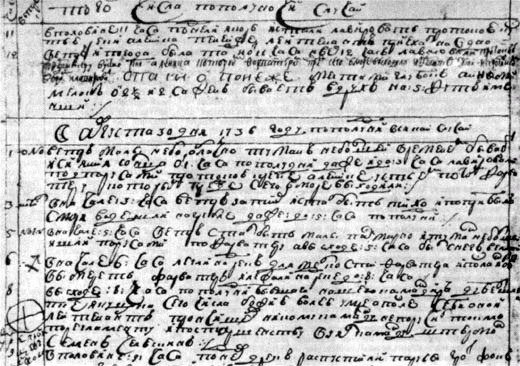
Фрагмент сторінки вахтового журналу «Якутська» від 30 серпня 1736 р. з повідомленням про смерть Прончищева

У 1735—1736 роках очолив експедицію на дубель-шлюпці «Якутськ», метою експедиції була розвідка морського шляху з річки Лена до річки Єнісей. Штурманом під час цієї експедиції був Челюскін Семен Іванович.
Дружина — Прончищева Тетяна Федорівна.

## Пам'ять
- В 2017 р. знятий фільм про життя і подвиг В. В. Прончищева під назвою «Перші».